# Герб Благовещенска (Амурская область)
Герб го́рода Благове́щенска — официальный символ Благовещенска. Утверждён Решением городской Думы города Благовещенска от 30 октября 1997 года №99 «О гербе города Благовещенска».

## Город Благовещенск
Благове́щенск — город в России, административный центр Амурской области, расположенный на слиянии двух рек — Амура и Зеи. Один из старейших городов России на Дальнем Востоке — основан в 1856 году в связи с укреплением границы Российской империи на берегу реки Амур. Приобрёл статус города в 1858 году. 
На 1 января 2025 года по оценке Росстата численность населения Благовещенска составляет 239 932 чел. Крупный индустриальный и промышленный центр Дальневосточного федерального округа. Являясь единственным в Российской Федерации административным центром, расположенным на государственной границе, Благовещенск выполняет важную роль в укреплении торгово-экономических и гуманитарных отношений с Китайской Народной Республикой и странами Юго-Восточной Азии. В последние годы, в связи со строительством в Амурской области космодрома «Восточный», роль Благовещенска как важного опорного пункта России на Дальнем Востоке становится всё более важной.

## История
Процесс создания гербов дальневосточным городам был инициирован 15 июня 1902 года Приамурским генерал-губернатором Николаем Ивановичем Гродековым в письме военному губернатору Приморской области о «доставлении проектов гербов г. Хабаровска, г. Николаевска и г. Никольск-Уссурийского». 10 июля 1902 года письма аналогичного содержания отсылаются в Амурскую и Забайкальскую области. Канцелярия генерал-губернатора просит о доставлении проекта герба города Благовещенска и «соображений по вопросу об утверждении его». В письме военному губернатору Амурской области Константину Николаевичу Грибскому содержится следующая формулировка: «Главный начальник края признаёт необходимым возбудить ходатайство, в установленном порядке, об утверждении гербов городов Приамурского Генерал-губернаторства». В выписке из решения городской Думы (от 18 июля 1903 года) города Благовещенска содержатся подробные сведения об истории города и его современном состоянии. В конце документа городская Управа приходит к выводу о том, что следует «ходатайствовать перед правительством о присвоении городу Благовещенску герба с изображением на нём монумента графа Муравьёва-Амурского, воздвигнутого на месте первого военного поста, где проходили переговоры о заключении Айгунского трактата». К середине 1907 года были собраны документы по символам большинства дальневосточных городов. 6 февраля 1912 года был издан «Указ Его Императорского Величества Самодержца Всероссийского об утверждении гербов городов Хабаровска, Николаевска и Никольска-Уссурийскаго, Приморской области и города Благовещенска, Амурской Области».
Так, в 1912 году, у Благовещенска впервые появился герб. Его описание и чёрно-белый рисунок хранятся в «Полном Собрании законов Российской Империи». Герб города повторял (за исключением внешних украшений щита) герб Амурской области Российской империи, центром которой он являлся:
Гербом Благовещенска, также с заменой лишь внешних украшений, был утверждён областной герб Амурской области, конфирмованный 5-го июля 1878 года.Гербы городов, губерний и областей Российской Империи, внесённые в Полное Собрание Законов с 1900 по 1914 год
«В зелёном щите, серебряный волнообразный пояс, сопровождаемый в главе щита тремя золотыми о восьми лучах звёздами, в ряд. Щит увенчан золотою башенною о трёх зубцах короною и окружён золотыми колосьями, соединенными Александровскою лентою». Герб Благовещенска был Высочайше пожалован 1 февраля 1912 года (ПСЗ РИ; закон № 36513).
Первый исторический герб города был восстановлен и официально утверждён Благовещенской городской думой в 1997 году Решением городской Думы города Благовещенска от 30 октября 1997 года № 99 «О гербе города Благовещенска». Позже он был переутверждён решением городской Думы города Благовещенска от 25 декабря 1997 года (№ 114 «О Положении «О гербе города Благовещенска»), с изменениями в описании.
Герб выполнен на щите французской геральдической формы. Щит волнообразными линиями разделён на три части: верхняя часть зелёного цвета; средняя часть серебряного цвета; нижняя часть зелёного цвета.
В зелёном щите серебряный волнообразный пояс, сопровождаемый в главе щита тремя золотыми восьмиконечными звёздами в ряд. Щит увенчан золотой башенкой с тремя зубцами короны и окружён золотыми колосьями, соединёнными Александровской лентой.Решение городской Думы города Благовещенска от 30 октября 1997 года №99 «О гербе города Благовещенска»
Герб представляет собой геральдический щит зелёного цвета, в средней части которого проходит серебряный волнообразный пояс. Над поясом в верхней части находятся три восьмилучистые золотые звезды, расположенные в один ряд. Щит увенчан золотой башенкой с трехзубцовой короной и окружён золотыми колосьями, соединёнными Александровской лентой красного цвета.Решение городской Думы города Благовещенска от 25 декабря 1997 года №114 «О Положении «О гербе города Благовещенска»
В 2016—2017 годах инициативная группа горожан, созданная известным амурским краеведом и предпринимателем Анатолием Телюком, работала над новым вариантом герба Благовещенска. По их мнению, существующий герб, принятый в 1997 году, устарел и не соответствует современным геральдическим требованиям. Работа велась с профессиональными художниками-геральдистами, проект был согласован с Геральдическим советом при Президенте РФ. Были организованы публичные слушания, в которых мог принять участие любой гражданин. Были предложены два новых варианта герба: с щитодержателями и без щитодержателей:
Описание варианта герба с щитодержателями и обоснование его символики: 
Незыблемая часть герба, которая состоит из поля зелёного цвета (символ изобилия и свободы), серебряного пояса (река Амур), золотых звёзд (символ названия города Благая весть).
Орденом Октябрьской Революции город был награжден в 1972 году. Других наград у Благовещенска нет. Поэтому именно лента этого ордена помещена вокруг щита.
Золотая башенная корона о пяти зубцах, имеющая на обруче золотой лавровый венок. Такая корона говорит о типе муниципального образования. Корона означает городской округ, венок — столица.
Щитодержатели: основатели Благовещенска святитель Иннокентий (Вениаминов), предложивший название городу, и граф Муравьёв-Амурский, который ходатайствовал императору о придании станице статуса города.

Девиз «Не тщетно!»: в мае 1858 года Н.Н. Муравьёв в Айгуне подписал договор, согласно которому земли по левому берегу Амура отошли России, и об этом сообщил населению речью: «Товарищи! Поздравляю вас: не тщетно трудились мы! Амур сделался достоянием России…» То есть не зря, не пустым делом занимались и занимаемся на этой земле. Также предлагался другой девиз:  «Городу быть!»).
Описание проекта герба без щитодержателей:
В зелёном поле серебряный волнистый пояс. Над поясом в верхней части находятся три восьмилучевые золотые звезды, расположенные в один ряд. Щит увенчан муниципальной короной, установленной для города – административного центра субъекта Российской Федерации или города воинской славы. Вокруг щита лента ордена Октябрьской Революции.
В 2021 году активные горожане Благовещенска вновь вынесли на всеобщее обсуждение соответствия герба Благовещенска современным геральдическим требованиям, однако вопрос остался нерешённым. На 2024 год официальным гербом Благовещенска признан вариант, утверждённый в 1997 году, не зарегистрированный в Государственном геральдическом регистре РФ.

## Описание и символика герба
Герб Благовещенска представляет собой геральдический щит зелёного цвета. Он символизирует воинскую доблесть, героизм и мужество. Цвет щита связан с надеждой, радостью, свободой, изобилием.
В средней части щита проходит серебряный волнообразный пояс, свидетельствующий о приречном положении города. Над поясом находятся три восьмилучистые золотые звезды, расположенные в один ряд. Они являются символом Богородицы, Святой Троицы и Благовещения, тем самым отсылая к названию города. 
Щит увенчан золотой башенкой с трехзубцовой короной, обозначающими власть и указывающими на административный статус Благовещенска. Окружён щит золотыми колосьями, которые считаются символом урожая, достатка и изобилия. Соединены колосья Александровской лентой красного цвета.

## Официальное использование герба
Воспроизведение герба города Благовещенска, независимо от его размеров и техники исполнения, должно соответствовать геральдическому описанию, приведённому в решении городской Думы города Благовещенска 30 октября 1997 года № 99 «О гербе города Благовещенска». Допускается воспроизведение герба  в многоцветном и одноцветном вариантах, в плоскостном и объёмном изображении, в различной технике исполнения и из разных материалов, различных размеров, но с сохранением установленных пропорций. При воспроизведении герба в цвете допускается заменять золото жёлтым цветом, а серебро – белым цветом.
При воспроизведении герба города Благовещенска совместно с гербами других муниципальных образований Амурской области размер герба города Благовещенска должен соответствовать размерам других гербов. При воспроизведении герба города Благовещенска совместно с гербом Амурской области герб города Благовещенска не должен быть по размерам больше герба Амурской области и должен размещаться справа от него либо под ним.
Герб города Благовещенска размещается:
- на вывесках с наименованиями органов местного самоуправления города Благовещенска, на фасадах зданий, в которых указанные органы расположены;
- в залах заседаний  и в служебных кабинетах руководителей органов местного самоуправления города Благовещенска;
- в залах приёма официальных иностранных делегаций;
- на удостоверениях мэра города Благовещенска, председателя Благовещенской городской Думы, депутатов Благовещенской городской Думы и их помощников, муниципальных служащих органов местного самоуправления города Благовещенска;
- на бланках, печатях, штампах органов местного самоуправления города Благовещенска, органов администрации города Благовещенска, муниципальных предприятий и учреждений;
- на официальном печатном издании, на официальных сайтах органов местного самоуправления;

Кроме того, герб города Благовещенска может размещаться:
- на наградах, на памятных, юбилейных и наградных медалях, знаках, значках, вымпелах и другой сувенирной продукции, изготавливаемой по заказу органов местного самоуправления;
- на форме спортивных команд и отдельных спортсменов, представляющих город Благовещенск на спортивных соревнованиях;
- на стелах, указателях, знаках, обозначающих границу города Благовещенска при въезде на его территорию и выезде с его территории;
- на конвертах, открытках, приглашениях, визитных карточках, календарях, печатных и иных изданиях информационного, официального, научного, справочного, краеведческого, географического, путеводительного, сувенирного характера и другой полиграфической продукции, изготавливаемой по заказу органов местного самоуправления;
- в качестве праздничного оформления дня города Благовещенска и других праздничных мероприятий, организуемых органами местного самоуправления города Благовещенска.